# パウロ・ジョルジェ・マルティンス・ドス・サントス・ピナ
パウロ・ピナ（Paulo Pina）ことパウロ・ジョルジェ・マルティンス・ドス・サントス・ピナ（ポルトガル語: Paulo Jorge Martins dos Santos Pina、1981年1月4日 - ）は、カーボベルデとポルトガルの元サッカー選手。元カーボベルデ代表。現役時代のポジションはDF。

## クラブ歴
2000年にCDポルトサンテンセで選手となった後、国内のクラブを転々とした。2008-09シーズンはアル・アラビ・クウェートで過ごし再びポルトガルに帰国。2011年にオリンピアコス・ニコシアに移籍し、2013年にエルミス・アラディプに移籍した。その後、キプロスの両チームに再加入し、ポルトガルに戻った。

## 代表歴
2002年9月6日にアフリカネイションズカップ2004予選のモーリタニア代表戦で代表初出場。